# Burnet v Chetwood
Burnet v Chetwood (1721) ist der Name eines Gerichtsverfahrens vor dem Court of Chancery aus dem Jahre 1721. Es handelt sich um das erste Verfahren unter Anwendung des Act of Anne.

## Sachverhalt
Der englische Theologe Thomas Burnet hatte 1692 das Werk Archeologica Philosophica in lateinischer Sprache veröffentlicht. Nach seinem Tod 1715 unternahm der Verleger William Rufus Chetwood eine englische Übersetzung des Werkes. Der zur Verwaltung des Nachlasses berufene executor George Burnet ging gegen diese Publikation vor dem Court of Chancery vor, mit dem Ziel eine injunction zu erhalten, mit der Begründung „property of the book was vested by 8 An. c. 19.“

## Entscheidung desCourt of Chancery
Der zur Entscheidung berufene Lordkanzler Macclesfield LC erörterte in seiner Entscheidung, dass eine Übersetzung grundsätzlich nicht als Kopie nach dem Act of Anne zu behandeln sein, soweit „the translator has bestowed his care and pains upon it“. Da die Entscheidungsgrundlage des Court of Chancery jedoch equity sei, müsse berücksichtigt werden, dass dem Gericht auch die Zensur von Büchern („superintendency over all books“) zufalle. Da das vorliegende Buch bedenkliche Ansichten („strange notions“) enthalte, sei die injunction deshalb zu gewähren.